# Introduction to Objectivist Epistemology
Introduction to Objectivist Epistemology (česky Úvod do objektivistické filozofie) je klíčové epistemologické pojednání Ayn Randové, zakladatelky objektivistické filozofie. Kniha poprvé vydaná v roce 1979 představuje první komplexní a systematické zpracování autorčiny teorie poznání. Randová se v tomto díle zaměřuje na formu poznání a proces jeho nabývání a udržení, přičemž vychází z povahy člověka jako fundamentálně pojmové bytosti.
Vydání z roku 1990 obsahuje i přepis rozhovorů s několika profesionály z pole filozofie, matematiky a fyziky, kde se rozebírají detaily a implikace její epistemologie. Diskuze byly součástí pracovních seminářů, které Randová pořádala v letech 1969–1971 v New Yorku.

## Obsah knihy
Vydání z roku 1990:
- Poznávání a měření
- Pojmotvorba
- Abstrakce z Abstrakcí
- Pojmy vědomí
- Definice
- Axiomatické pojmy
- Poznávací role pojmů
- Vědomí a identita
- Shrnutí
- Analyticko-syntetická dichotomie (Leonard Peikoff)
- Výňatky z epistemologických seminářům (ed. Leonard Peikoff, Harry Binswanger)